# Les Fantômes de l'amour
Pour plus de détails, voir Fiche technique et Distribution.
Les Fantômes de l'amour (The Dead Will Tell) est un téléfilm américain sorti en  2004, réalisé par Stephen T. Kay. 
En 2005, Anne Heche a été nommée pour le Saturn Award de la meilleure actrice de télévision pour ce film.

## Synopsis
Ravissante jeune avocate, Emily Parker fait la connaissance de Billy Hytner. Le coup de foudre est immédiat. Très vite, Billy la demande en mariage et lui offre une alliance ancienne pour lui témoigner son engagement. Mais dès qu'Emily porte l'anneau, d'étranges événements se produisent : une jeune femme lui apparaît, qui prétend avoir été assassinée. Après plusieurs manifestations étranges, Emily se rend chez l'antiquaire et apprend que le bijou appartenait à Marie Salinger, morte 35 ans plus tôt. Convaincue que Marie essaie d'entrer en contact avec elle, Emily entreprend d'élucider les circonstances de son décès, mais se retrouve bientôt empêtrée dans une situation dangereuse.

## Distribution
- Anne Heche (VF : Virginie Ledieu) : Emily Parker, la fiancée avec la bague hantée
- Kate Jennings Grant : Claire
- Jonathan LaPaglia (VF : David Kruger) : Billy Hytner
- Eva Longoria (V.F. : Odile Schmitt) : Jeanie
- Chris Sarandon : Paul Hamlin
- Kathleen Quinlan (V.F. : Frédérique Tirmont) : Beth Hytner
- David Andrews : John Hytner
- Leigh Jones : Marie Salinger
- Don Brady : Mr. Beech
- Deneen Tyler : Dr. Miller